# 알렉산드르 쿠를로비치
알렉산드르 니콜라예비치 쿠를로비치(벨라루스어: Аляксандр Мікалаевіч Курловіч 알략산드르 미칼라예비치 쿠를로비치, 러시아어: Александр Николаевич Курлович, 1961년 7월 28일 ~ 2018년 4월 6일)는 소련과 벨라루스의 역도 선수이다. 그는 흐로드나의 군인팀인 SKA 흐로드나 소속으로 활동했다.
서울특별시에서 열린 1988년 하계 올림픽에서 소련을 대표하여 최중량급 부문에서 금메달을 획득하고, 4년 후 바르셀로나에서 열린 1992년 하계 올림픽에서 독립 국가 연합을 대표하면서 2연승을 거두었다.
2006년 국제 역도 연맹 명예의 전당에 헌액되었다. 2018년에 고향인 흐로드나에서 심장발작으로 사망했다.